# Eleições estaduais no Amazonas em 1958
As eleições estaduais no Amazonas em 1958 ocorreram em 3 de outubro como parte das eleições gerais no Distrito Federal, em 20 estados e nos territórios federais do Acre, Amapá, Rondônia e Roraima. Foram eleitos então o governador Gilberto Mestrinho, o senador Vivaldo Lima Filho, sete deputados federais e trinta estaduais.
Nascido em Manaus, o professor Gilberto Mestrinho dividiu-se entre a direção do Curso Eficiência e o cargo de auditor fiscal, além de trabalhar como indústrial. Durante o primeiro mandato de Plínio Coelho, foi nomeado assessor técnico do governo estadual, secretário de Fazenda e prefeito de Manaus, cargo que assumiu em 1956. Filiado ao PTB, elegeu-se governador do Amazonas em 1958.
Na disputa para senador foi reeleito Vivaldo Lima Filho. Natural de Manaus e graduado em Medicina pela Universidade Federal da Bahia com especialização em Ortopedia e Traumatologia, elegeu-se deputado federal pelo PTB em 1947 e senador em 1950.

## Resultado da eleição para governador
Conforme o Tribunal Superior Eleitoral foram apurados 74.334 votos nominais (94,61%), 1.426 votos em branco (1,82%) e 2.805 votos nulos (3,57%) totalizando o comparecimento de 78.565 eleitores.
| Candidatos a governador do estado | Candidatos a vice-governador | Número | Coligação                                            | Votação | Percentual |
| --------------------------------- | ---------------------------- | ------ | ---------------------------------------------------- | ------- | ---------- |
| Gilberto Mestrinho PTB            | Não havia -                  | -      | PTB, PST, PSB                                        | 37.241  | 50,10%     |
| Paulo Nery PSP                    | Não havia -                  | -      | Frente Democrática Popular (PSP, PSD, UDN, PDC, PRP) | 36.252  | 48,77%     |
| Márcio de Menezes PL              | Não havia -                  | -      | PL (sem coligação)                                   | 841     | 1,13%      |
| Fontes:                           |                              |        |                                                      |         |            |

## Resultado da eleição para senador
Conforme o Tribunal Regional Eleitoral houve 71.745 votos nominais (91,32%), 4.641 votos em branco (5,91%) e 2.179 votos nulos (2,77%) resultando no comparecimento de 78.565 eleitores.
| Candidatos a senador da República | Candidatos a suplente de senador | Número | Coligação                                            | Votação | Percentual |
| --------------------------------- | -------------------------------- | ------ | ---------------------------------------------------- | ------- | ---------- |
| Vivaldo Lima Filho PTB            | Josué de Souza PTB               | -      | PTB, PST, PSB                                        | 37.065  | 51,66%     |
| Álvaro Maia PSD                   | Simplício Rubim de Pinho PSD     | -      | Frente Democrática Popular (PSP, PSD, UDN, PDC, PRP) | 34.680  | 48,34%     |
| Fontes:                           |                                  |        |                                                      |         |            |

## Deputados federais eleitos
São relacionados os candidatos eleitos com informações complementares da Câmara dos Deputados.

Representação eleita
  PTB: 3
  PSD: 1
  UDN: 1
  PSP: 1
  PST: 1

| Deputados federais eleitos | Partido | Votação | Percentual | Cidade onde nasceu | Unidade federativa  |
| Pereira da Silva           | PSD     | 7.235   | 9,20%      | Macau              | Rio Grande do Norte |
| Artur Virgílio Filho       | PTB     | 6.781   | 8,63%      | Manaus             | Amazonas            |
| João Veiga                 | PTB     | 5.974   | 7,60%      | Recife             | Pernambuco          |
| Adalberto Vale             | PTB     | 5.769   | 7,34%      | Belém              | Pará                |
| Jaime Araújo               | UDN     | 5.057   | 6,43%      | Manaus             | Amazonas            |
| Wilson Calmon              | PSP     | 4.870   | 6,19%      | Colatina           | Espírito Santo      |
| Almino Afonso              | PST     | 3.790   | 4,82%      | Humaitá            | Amazonas            |
| Fontes:                    |         |         |            |                    |                     |

## Deputados estaduais eleitos
Havia trinta cadeiras da Assembleia Legislativa do Amazonas.

Representação eleita
  PTB: 10
  PSD: 6
  PST: 5
  PSP: 4
  UDN: 3
  PDC: 1
  PSB: 1

| Deputados estaduais eleitos         | Partido | Votação | Percentual | Cidade onde nasceu | Unidade federativa |
| José Austregésilo Mendes            | PTB     | 1.150   | 1,46%      | Pauini             | Amazonas           |
| Darcy Augusto Michiles              | PTB     | 1.065   | 1,35%      | Manaus             | Amazonas           |
| Josué de Souza                      | PTB     | 1.022   | 1,30%      | Itajaí             | Santa Catarina     |
| Sérgio Rodrigues Pessoa Neto        | PSD     | 1.015   | 1,29%      | Manaus             | Amazonas           |
| Stênio Neves                        | PTB     | 1.015   | 1,29%      | Manaus             | Amazonas           |
| Akel Nicolau Akel                   | PDC     | 921     | 1,17%      | Manaus             | Amazonas           |
| João Valério de Oliveira            | PSP     | 915     | 1,16%      | Itacoatiara        | Amazonas           |
| Tércio de Araújo da Silva           | PSD     | 904     | 1,15%      | Barreirinha        | Amazonas           |
| Dídimo Soares                       | PSD     | 895     | 1,13%      | Novo Airão         | Amazonas           |
| Arlindo Augusto dos Santos Porto    | PTB     | 889     | 1,13%      | Manaus             | Amazonas           |
| Júlio Furtado Belém                 | PSD     | 889     | 1,13%      | Apuí               | Amazonas           |
| Manoel Alexandre Filho              | PTB     | 862     | 1,09%      | Bananeiras         | Paraíba            |
| Augusto Pessoa Montenegro           | PSD     | 852     | 1,08%      | Tefé               | Amazonas           |
| Djalma Passos                       | PSD     | 852     | 1,08%      | Boca do Acre       | Amazonas           |
| Anfremon D'Amazonas Monteiro        | PTB     | 836     | 1,06%      | Beruri             | Amazonas           |
| Belarmino Ferreira Lins Filho       | PTB     | 829     | 1,05%      | Fonte Boa          | Amazonas           |
| José Francisco da Gama e Silva      | PTB     | 823     | 1,04%      | Lábrea             | Amazonas           |
| Renato de Souza Pinto               | PTB     | 823     | 1,04%      | Manaus             | Amazonas           |
| Mário Diogo de Melo                 | PSP     | 770     | 0,98%      | Boca do Acre       | Amazonas           |
| Tupinambá de Paula e Sousa          | PSP     | 736     | 0,93%      | Tapauá             | Amazonas           |
| Joel Ferreira                       | PSB     | 696     | 0,88%      | Manaus             | Amazonas           |
| Alfredo Augusto Pereira Campos      | PST     | 689     | 0,87%      | Barcelos           | Amazonas           |
| Simão Fares Abinader                | UDN     | 657     | 0,83%      | Maraã              | Amazonas           |
| Adail Garcia de Vasconcelos         | UDN     | 641     | 0,81%      | Humaitá            | Amazonas           |
| Raimundo Andrade Seixas             | UDN     | 637     | 0,81%      | Tonantins          | Amazonas           |
| José Roberto Alencar Jansen Pereira | PSP     | 636     | 0,80%      | Boa Vista do Ramos | Amazonas           |
| Francisco Guedes de Queiroz         | PST     | 603     | 0,76%      | Careiro da Várzea  | Amazonas           |
| Manoel Almério Mendes               | PST     | 576     | 0,73%      | Eirunepé           | Amazonas           |
| Junot Carlos Frederico              | PST     | 564     | 0,71%      | Manaus             | Amazonas           |
| Vinícius Monte Conrado Gomes        | PST     | 560     | 0,71%      | Manaus             | Amazonas           |
| Fontes:                             |         |         |            |                    |                    |